# Kronecker-product
Het kronecker-product, aangeduid met {\displaystyle \otimes }, van twee matrices is in de wiskunde een nieuwe matrix die ontstaat door elk element van de eerste matrix te vervangen door het product van dat element met de tweede matrix. De beide matrices mogen willekeurige afmetingen hebben. Het kronecker-product is een speciale vorm van een tensorproduct en moet niet verward worden met de gewone matrixvermenigvuldiging.

## Geschiedenis
Het kronecker-product is genoemd naar de Duitse wiskundige Leopold Kronecker. Er is echter weinig historisch bewijs dat Kronecker de eerste was die het begrip gebruikte en in het verleden werd het kronecker-product soms de Zehfuss-matrix genoemd, naar Johann Georg Zehfuss.

## Definitie
Het kronecker-product van de {\displaystyle m\times n}-matrix {\displaystyle A} en de {\displaystyle p\times q}-matrix {\displaystyle B} is  de {\displaystyle mp\times nq}-blokmatrix
{\displaystyle A\otimes B={\begin{bmatrix}a_{11}B&\ldots &a_{1n}B\\\vdots &\ddots &\vdots \\a_{m1}B&\ldots &a_{mn}B\end{bmatrix}}}
Expliciet:
{\displaystyle A\otimes B={\begin{bmatrix}a_{11}b_{11}&a_{11}b_{12}&\ldots &a_{11}b_{1q}&\ldots &\ldots &a_{1n}b_{11}&a_{1n}b_{12}&\ldots &a_{1n}b_{1q}\\a_{11}b_{21}&a_{11}b_{22}&\ldots &a_{11}b_{2q}&\ldots &\ldots &a_{1n}b_{21}&a_{1n}b_{22}&\ldots &a_{1n}b_{2q}\\\vdots &\vdots &\ddots &\vdots &&&\vdots &\vdots &\ddots &\vdots \\a_{11}b_{p1}&a_{11}b_{p2}&\ldots &a_{11}b_{pq}&\ldots &\ldots &a_{1n}b_{p1}&a_{1n}b_{p2}&\ldots &a_{1n}b_{pq}\\\vdots &\vdots &&\vdots &\ddots &&\vdots &\vdots &&\vdots \\\vdots &\vdots &&\vdots &&\ddots &\vdots &\vdots &&\vdots \\a_{m1}b_{11}&a_{m1}b_{12}&\ldots &a_{m1}b_{1q}&\ldots &\ldots &a_{mn}b_{11}&a_{mn}b_{12}&\ldots &a_{mn}b_{1q}\\a_{m1}b_{21}&a_{m1}b_{22}&\ldots &a_{m1}b_{2q}&\ldots &\ldots &a_{mn}b_{21}&a_{mn}b_{22}&\ldots &a_{mn}b_{2q}\\\vdots &\vdots &\ddots &\vdots &&&\vdots &\vdots &\ddots &\vdots \\a_{m1}b_{p1}&a_{m1}b_{p2}&\ldots &a_{m1}b_{pq}&\ldots &\ldots &a_{mn}b_{p1}&a_{mn}b_{p2}&\ldots &a_{mn}b_{pq}\end{bmatrix}}}

### Voorbeelden
{\displaystyle {\begin{bmatrix}1&2\\3&4\\\end{bmatrix}}\otimes {\begin{bmatrix}0&5\\6&7\\\end{bmatrix}}={\begin{bmatrix}1\times 0&1\times 5&2\times 0&2\times 5\\1\times 6&1\times 7&2\times 6&2\times 7\\3\times 0&3\times 5&4\times 0&4\times 5\\3\times 6&3\times 7&4\times 6&4\times 7\\\end{bmatrix}}={\begin{bmatrix}0&5&0&10\\6&7&12&14\\0&15&0&20\\18&21&24&28\end{bmatrix}}}.
{\displaystyle {\begin{bmatrix}a_{11}&a_{12}\\a_{21}&a_{22}\\a_{31}&a_{32}\end{bmatrix}}\otimes {\begin{bmatrix}b_{11}&b_{12}&b_{13}\\b_{21}&b_{22}&b_{23}\end{bmatrix}}={\begin{bmatrix}a_{11}b_{11}&a_{11}b_{12}&a_{11}b_{13}&a_{12}b_{11}&a_{12}b_{12}&a_{12}b_{13}\\a_{11}b_{21}&a_{11}b_{22}&a_{11}b_{23}&a_{12}b_{21}&a_{12}b_{22}&a_{12}b_{23}\\a_{21}b_{11}&a_{21}b_{12}&a_{21}b_{13}&a_{22}b_{11}&a_{22}b_{12}&a_{22}b_{13}\\a_{21}b_{21}&a_{21}b_{22}&a_{21}b_{23}&a_{22}b_{21}&a_{22}b_{22}&a_{22}b_{23}\\a_{31}b_{11}&a_{31}b_{12}&a_{31}b_{13}&a_{32}b_{11}&a_{32}b_{12}&a_{32}b_{13}\\a_{31}b_{21}&a_{31}b_{22}&a_{31}b_{23}&a_{32}b_{21}&a_{32}b_{22}&a_{32}b_{23}\end{bmatrix}}}

## Eigenschappen

### Bilineair, associatief en distributief ten opzichte van de optelling
{\displaystyle A\otimes (B+C)=A\otimes B+A\otimes C\qquad }
{\displaystyle (A+B)\otimes C=A\otimes C+B\otimes C\qquad }
{\displaystyle (kA)\otimes B=A\otimes (kB)=k(A\otimes B)}
{\displaystyle (A\otimes B)\otimes C=A\otimes (B\otimes C)}
{\displaystyle (AB)\otimes (CD)=(A\otimes C)(B\otimes D)}
waarin {\displaystyle A,B,C} en {\displaystyle D} matrices zijn en {\displaystyle k} een scalair.
Het kronecker-product is niet commutatief omdat in het algemeen {\displaystyle A\otimes B} en {\displaystyle B\otimes A} verschillende matrices zijn.
{\displaystyle A\otimes B} en {\displaystyle B\otimes A} zijn wel permutatie-equivalent omdat er permutatiematrices {\displaystyle P} and {\displaystyle Q} bestaan zodanig dat
{\displaystyle A\otimes B=P\,(B\otimes A)\,Q}